# Luigi Cocilovo
Luigi Cocilovo (n. 7 octombrie 1947, Palermo, Italia) este un om politic italian, membru al Parlamentului European în perioada 1999-2004 din partea Italiei.
1. 1 2 3  Deputații în Parlamentul European, accesat în 27 februarie 2025
2. 1 2  Deputații în Parlamentul European